# Piers Robinson
Piers Gregory Robinson, né en 1970, est un ancien universitaire britannique, cofondateur du think tank Groupe de travail sur la Syrie, la propagande et les médias. Il a  publié des travaux sur « l'effet CNN[Quoi ?] » mais est essentiellement connu pour relayer de la propagande de guerre pro-Assad, il conteste notamment l'utilisation d'armes chimiques dans la guerre civile syrienne par le régime syrien, et diffuse également d'autres théories conspirationnistes, sur le 11 septembre 2001 et la Covid-19 notamment.

## Formation et carrière
Piers Robinson naît en 1970. Il obtient son doctorat à l'Université de Bristol en 2000, avec une thèse intitulée The News Media and Intervention. De 1999 à 2005, il est maître de conférences en communication politique à l'Université de Liverpool, de 2005 à 2015, il est maître de conférences en politique internationale à l'Université de Manchester. 
À partir de 2017, il est titulaire de la chaire de politique, société et journalisme politique à l'Université de Sheffield. Selon le HuffPost, le département des études de journalisme de Sheffield est l'un des plus réputés du pays. Robinson y délivre un cours sur la « propagande contemporaine, avec un accent particulier sur la guerre en Syrie ». Il est également codirecteur de l'« Organisation pour les études de la propagande » de l'université,.
Lors de ses conférences et apparitions publiques, il est très critique des gouvernements et médias occidentaux. Il apparaît souvent sur les chaines financées par l'état russe Russia Today et Spoutnik. En 2018, il est critiqué par des collègues universitaires, des étudiants et des journalistes qui lui reprochent de « ne pas s'intéresser à la vérité ou à la justice », de diffuser dans ses cours ou en public des théories du complot, de la propagande, des interprétations erronées, etc..
En congé pendant plusieurs mois en 2019, il reste actif sur les réseaux sociaux, et signe une pétition stipulant que les allégations d'antisémitisme au sein du parti travailliste sont « utilisées comme une arme pour faire taire ceux qui dénoncent l'injustice ». L'UJS, association nationale d'étudiants juifs, déclare que Robinson semble s'engager dans le déni de l'antisémitisme et sape la lutte contre l'antisémitisme. L'UJS appelle l'université de Sheffield à prendre « toutes les mesures nécessaires » contre Piers Robinson. Robinson conteste avoir « sapé » la lutte contre l'antisémitisme, affirmant qu'il croit plutôt que le problème de l'antisémitisme au sein du parti travailliste a été « exagéré à des fins politiques »,,.
Piers Robinson quitte son poste fin avril 2019, invoquant « des objectifs professionnels et des circonstances personnelles », et affirmant ne pas avoir été poussé à partir par l'université. L'université refuse de commenter son départ. Le Daily Mail le présente alors comme un « universitaire en disgrâce »,.

## Recherche en politique

### Médias et propagande
Robinson affirme que les médias d'information occidentaux et leurs gouvernements respectifs agissent de concert, en particulier dans le domaine des affaires étrangères. Il déclare que les gouvernements occidentaux manipulent fréquemment les médias par « la tromperie impliquant l'exagération, l'omission et le détournement d'attention ». Comme preuve de l'utilisation de la propagande par le gouvernement, il cite la suggestion de Tony Blair selon laquelle la « guerre contre le terrorisme » nécessiterait une « unité de propagande dédiée étroitement liée »,,. Il étudie le modèle de propagande proposé par Herman et Chomsky et conclut qu'il est toujours utile pour décrire le fonctionnement des médias.
Dans un article d'opinion paru dans The Guardian, Robinson décrit l'utilisation par le gouvernement britannique de l'Unité de recherche, d'information et de communication pour soutenir secrètement des organisations musulmanes de base, comme un exemple de propagande noire. 
Piers Robinson prend la parole lors d'événements controversés dont « Media on trial » (procès des médias), qui vise à déterminer si les journalistes britanniques couvrant le conflit syrien depuis les zones tenues par l'opposition devraient être poursuivis en justice en vertu de la loi britannique sur le terrorisme, aux côtés de la propagandiste pro-Assad Vanessa Beeley, de l'universitaire Tim Hayward, de l'ancien diplomate et lobbyiste pro-Assad Peter Ford, de Patrick Henningsen, fondateur du site complotiste 21st Century Wire et affirme que la tuerie à l'école Sandy Hook était une fausse information, et de Robert Stuart, qui pense qu'un reportage de la BBC sur le bombardement d'une école en Syrie était une mise en scène,. 
Il est régulièrement invité sur les médias d’État russes, notamment RT et Sputnik. 
Début 2022, un livre collectif d'universitaires sur la propagande est retiré de la vente : le chapitre écrit par Piers Robinson est retiré de la publication par l'éditeur Edward Elgar Publishing, avant sa réédition,. 

#### Effet CNN
Robinson a étudié « l'effet CNN », terme qui fait référence à « l'influence que les images télévisées et la couverture médiatique exercent sur les décisions de politique étrangère, en particulier lors d'interventions militaires et de crises humanitaires ». Dans son livre The CNN Effect: The Myth of News, Foreign Policy and Intervention, il soutient qu'une « couverture médiatique compatissante aux moments clés des crises étrangères peut influencer la réponse des gouvernements occidentaux ». Selon Robinson, un fort effet CNN nécessite deux conditions : 1) une couverture médiatique très critique à l'égard de la politique nationale de crise, tout en couvrant avec emphase le sort des civils et réfugiés, et 2) des décideurs politiques dans un état d'indécision, sans politique claire concernant l'usage de la force. Si l'une ou l'autre de ces conditions fait défaut, l'influence sur les attitudes des décideurs est susceptible d'être faible. Robinson caractérise l'intervention de l'OTAN en Bosnie en 1994 après le siège de Goražde comme illustrant un fort effet CNN.

## Working Group on Syria, Propaganda and Media (SPM)
En 2017, Piers Robinson cofonde avec Tim Hayward le Working Group on Syria, Propaganda and Media (en français : Groupe de travail sur la Syrie, la propagande et les médias) qui relaye la propagande du régime de Bachar el-Assad durant la guerre civile syrienne. Ce groupe est composé principalement d'universitaires britanniques (aucun n'est spécialiste de la Syrie ou du Moyen-Orient) et de quelques personnalités comme la blogueuse Vanessa Beeley. Le groupe est au cœur d'une nébuleuse de désinformation complotiste réfutant la réalité des attaques chimiques en Syrie ou alléguant que les victimes seraient les coupables, s'efforçant sans cesse de réfuter la responsabilité du régime de Bachar el-Assad, et diffusant sur internet la propagande de guerre. Le travail du groupe sont dénoncées par Amnesty International. Pour échapper aux critiques, le groupe crée le Berlin Group 21, façade du SPM, pour pousser ses campagnes en Allemagne,,,.

## Prises de positions et controverses

### 11 septembre
La critique de Robinson de 9/11 Unmasked par David Ray Griffin (un adepte du 9/11 truth movement) déclare que cela représente « un défi sérieux pour les universitaires et les journalistes traditionnels de commencer à poser des questions substantielles sur le 11 septembre ». Lorsqu'on lui demande s'il est d'accord avec les conclusions du livre, Robinson déclare : « Ma position, comme c'est le cas depuis un certain temps, est que [les conclusions détaillées dans 9/11 Unmasked] démontrent au-delà de tout doute raisonnable que des parties importantes du récit officiel sont très probablement incorrectes » et « il n'est plus tenable pour les universitaires et les journalistes d'éviter de poser des questions approfondies sur l'éventuelle implication d'acteurs étatiques dans les attentats du 11 septembre. Le 11 septembre nécessite une analyse et une enquête plus approfondies et c'est une position que je partage avec de nombreux autres universitaires »,.

### Invasion de l'Irak en 2003
Robinson accorde une attention particulière au rôle des gouvernements américain et britannique dans la manipulation des renseignements avant l'invasion de l'Irak en 2003 pour augmenter le niveau de menace perçue concernant l'Irak. Robinson a mené une étude sur la couverture médiatique britannique et conclut que la plupart des médias grand public britanniques renforçaient les opinions officielles plutôt que de les contester.

### Guerre civile syrienne
Piers Robinson et d'autres membres du groupe de travail du SPM, dont la propagandiste Vanessa Beeley, Tim Hayward et David Miller, attirent une attention considérable pour avoir contesté l'utilisation d'armes chimiques dans la guerre civile syrienne, notamment lors de l'attaque chimique de Douma, alléguant une dissimulation par l'Organisation pour l'interdiction des armes chimiques et des liens avec les Casques blancs,,. Les membres du groupe ont été décrits comme des « apologistes d'Assad » dans des articles du Times,,. Piers Robinson est lui-même souvent présenté comme propagandiste du régime Assad et comme soutien des théories conspirationnistes pro-Assad, parfois accusé de vouloir « blanchir » le régime syrien de ses crimes,,.
L'universitaire libano-américain d'Emerson College, Yasser Munif, critique les positions de Robinson sur la Syrie, arguant qu'elle « nie complètement l'agence de la population arabe, perçoit tout ce qui se passe dans la région comme une forme de complot... [Robinson] pense que les Arabes doivent être manipulés et financés et qu'on leur dit exactement quoi faire - c'est complètement insultant ».
Piers Robinson cosigne un écrit sur le CIJA (ONG de collecte de preuves de crimes de guerre), avec ses collègues du WGSMP, Paul McKeigue et Tim Hawyard, envoyé à "Ivan", qu'ils pensent alors être un agent de renseignement russe, pour tenter de discréditer l'ONG, en alléguant notamment que le directeur de l'ONG aurait travaillé pour la CIA. Selon le CIJA, cet écrit, et plus généralement l'ensemble de la correspondance de McKeigue avec "Ivan" aurait pu mettre en danger les employés de l'ONG,,.

### Russie
Alors que de nombreuses preuves ont été présentées concernant l'identité, les dossiers militaires et les liens avec le gouvernement russe des deux suspects dans l'affaire de l'empoisonnement de Sergei Skripal avec un agent neurotoxique de qualité militaire, Robinson soutient ne pas avoir vu de preuve convaincante de l'implication du gouvernement russe. Il suggère que cette affaire est utilisée pour diaboliser la Russie et ainsi détourner l'attention de la « stratégie agressive de changement de régime » de l'Occident au Moyen-Orient,. Il déclare qu'il n'y a pas non plus de preuve convaincante montrant que la Russie a mené une campagne de propagande significative pour influencer l'élection présidentielle américaine de 2016.
Sur les médias d’État russes RT et Sputnik, il défend régulièrement le régime de Vladimir Poutine, qu'il considère « diabolisé par les pays occidentaux »,.

### Politique britannique
Robinson déclare que les informations faisant état d'antisémitisme au sein du parti travailliste britannique pendant la direction du parti par Jeremy Corbyn sont exagérées à des fins politiques,.
Cette année-là, la députée travailliste Ellie Reeves et sept conseillers travaillistes de Lewisham ont publié une lettre ouverte aux membres du parti, condamnant la décision du parti travailliste local d'inviter Robinson. La lettre décrit le travail de Robinson sur l'attaque chimique de Douma en 2018 comme une « analyse axée sur le complot » et mentionnait qu'il avait recommandé un livre du scientifique néerlandais controversé Kees van der Pijl.

### Covid 19
Piers Robinson est critiqué pour le partage de théories complotistes sur la Covid-19. Selon The Times, il utilise sa qualité de professeur universitaire pour propager de fausses informations sur les réseaux sociaux, par exemple, que Bill Gates pourrait être impliqué dans des complots visant à exploiter la maladie, qui serait possiblement une arme biologique. Pour lui, la Covid-19 est l'objet d'informations de propagande et d'un matraquage médiatique visant à créer la peur,.

## Working Group on Syria, Propaganda and Media (SPM)
En 2017, Piers Robinson cofonde avec Tim Hayward le Working Group on Syria, Propaganda and Media (en français : Groupe de travail sur la Syrie, la propagande et les médias) qui relaye la propagande du régime de Bachar el-Assad durant la guerre civile syrienne. Ce groupe est composé principalement d'universitaires britanniques (aucun n'est spécialiste de la Syrie ou du Moyen-Orient) et de quelques personnalités comme la blogueuse Vanessa Beeley. Le groupe est au cœur d'une nébuleuse de désinformation complotiste réfutant la réalité des attaques chimiques en Syrie ou alléguant que les victimes seraient les coupables, s'efforçant sans cesse de réfuter la responsabilité du régime de Bachar el-Assad, et diffusant sur internet la propagande de guerre. Le travail du groupe sont dénoncées par Amnesty International. Pour échapper aux critiques, le groupe crée le Berlin Group 21, façade du SPM, pour pousser ses campagnes en Allemagne,,,.

## Publications
- Piers Robinson, The CNN Effect: The Myth of News, Foreign Policy and Intervention, Routledge, 2002 (ISBN 978-1-13-451314-7, lire en ligne)[41]
- Piers Robinson, Peter Goddard, Katy Parry et Craig Murray, Pockets of resistance: British news media, war and theory in the 2003 invasion of Iraq, Oxford University Press, 2010 (ISBN 978-1-84-779472-7, lire en ligne)[42]
- Routledge Handbook of Media, Conflict and Security, Routledge, 2017 (ISBN 978-0-41-571291-0, lire en ligne)